# Жолдошбеков, Улукбек Жолдошбекович
Улукбек Жолдошбекович Жолдошбеков (род. 9 февраля 1996 года, Нарын, Кыргызстан) — киргизский борец вольного стиля. Чемпион Азии 2020 года.
Впервые в истории киргизский борец Улукбек Жолдошбеков стал чемпионом мира по вольной борьбе среди спортсменов до 23 лет. Чемпионат мира по вольной борьбе по версии U23 проходил c 28 октября по 3 ноября в Будапеште (Венгрия). 30 октября 2019 года Улукбек Жолдошбеков встретился с борцом из Индии Равиндером в финале. 23-летний киргиз одолел противника со счётом 5:3. Весной 2019 года Улукбек Жолдошбеков стал чемпионом Азии среди спортсменов до 23 лет.

## Биография
Улукбек Жолдошбеков родился 9 февраля 1996 года в городе Нарын, Кыргызстан.
- 2012 — чемпион Азии среди кадетов.
- 2013 — бронзовый призёр чемпионата Азии среди кадетов.
- 2014 — чемпион Азии среди молодёжи.
- 2016 — бронзовый призёр чемпионата Азии.
- 2018 — бронзовый призёр чемпионата Азии.
- 2019 — чемпион Азии до 23-х лет.
- 2019 — чемпион мира до 23-х лет.
- 2020 — чемпион Азии[1].
- 2022 — бронзовый призёр чемпионата Азии.
- 2024 — бронзовый призёр чемпионата Азии.